# 默劇
默劇（英語：mime），模仿劇的意思。
法國現代默劇（modern mime）大師Etienne Decroux定義默劇為「靜默的藝術（the art of silence） 」。 默劇是界乎舞蹈與戲劇之間的一種表演藝術。演出者基本不用文字語言，只以自己身體的形體動作，表現出不同的情緒、情節與故事。在很多現代默劇表演中，演出者甚至不用任何道具，能以動作讓觀眾感受幻想中的無形道具帶動情感。有些默劇藝術家為令觀眾注意力集中在其身體而非面部表情，會戴上素白的面具演出。70年開始，後現代默劇（post-modern mime）在表演時大多加入說唱、道具、電腦投影等。

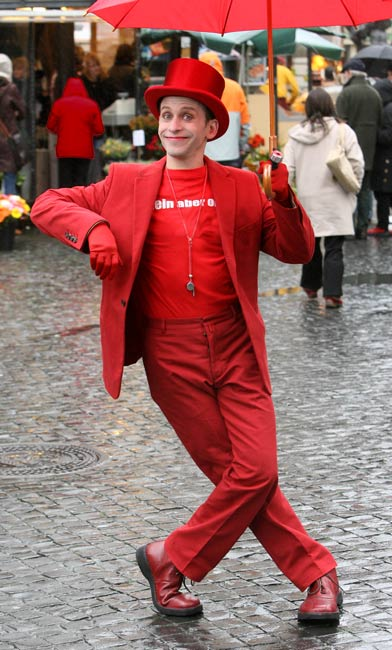
mime Pablo Zibes[http://www.pablo-zibes.de

## 起源
默劇的起源可追索至古希臘時期的劇場演出，其中一個稱為Pantomimus的戴上面具的角色會以舞蹈及形體動作介紹當天的劇目。

## 默劇藝術家
- Jacques Copeau（英语：Jacques Copeau）（法國）
- Etienne Decroux（英语：Etienne Decroux）（法國）
- Jacques Lecoq（英语：Jacques Lecoq）（法國）
- 馬塞·馬素 Marcel Marceau （法國）
- Jean-Louis Barrault（英语：Jean-Louis Barrault）（法國）
- 霍達昭（香港）
- 查理·卓别林 Charlie Chaplin (英國)
- 王仁千（台北）
- Pablo Zibes（巴勃罗 Zibes）
- Carlos Martínez  （页面存档备份，存于） （页面存档备份，存于）